# Clubiona quadrata
Clubiona quadrata is een spinnensoort uit de familie van de struikzakspinnen (Clubionidae). De wetenschappelijke naam van de soort werd voor het eerst geldig gepubliceerd in 2019 door Yu en Li.